# Canzone d'arte

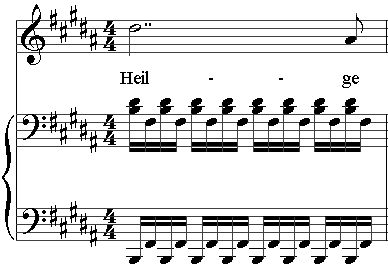
La battuta cinque della canzone d'arte di Schubert intitolata Nacht und Träume. La parte vocale, comprese le note della melodia e il testo, è nel pentagramma superiore. I due pentagrammi sottostanti sono la parte del piano.

Una canzone d'arte è una composizione musicale vocale, di solito scritta per una voce con accompagnamento di pianoforte, e di solito nella tradizione della musica classica. Per estensione il termine canzone d'arte viene utilizzato per indicare il genere collettivo di tali canzoni (ad esempio, il "repertorio delle canzoni d'arte"). Una canzone d'arte è spesso un'ambientazione musicale basata su un poema o un testo indipendente, "destinato al repertorio di concerto" "come parte di un recital o di un'altra occasione sociale relativamente ufficiale". Mentre molti brani di musica vocale sono facilmente riconoscibili come canzoni d'arte, altri sono più difficili da classificare. Ad esempio, un brano vocale senza parole scritto da un compositore classico è talvolta considerato una canzone d'arte e talvolta no.

## Panoramica
Altri fattori aiutano a definire le canzoni d'arte:
- Le canzoni che fanno parte di un'opera teatrale (come un'aria di un'opera o una canzone di un musical) di solito non sono considerate canzoni d'arte.[5] D'altra parte alcune arie barocche che "appaiono con grande frequenza nell'esecuzione di un recital"[5] sono ora comprese nel repertorio delle canzoni d'arte.
- Le canzoni con altri strumenti oltre il piano (ad esempio il violoncello e il piano) e/o altri cantanti vengono definiti "musica da camera vocale" e di solito non sono considerati canzoni d'arte.[6]
- Le canzoni originariamente scritte per voce e orchestra sono chiamate canzoni orchestrali e di solito non sono considerate canzoni d'arte, a meno che la loro versione originale non fosse per voce solista e pianoforte.[7] Le canzoni folk e le canzoni tradizionali non sono generalmente considerate canzoni d'arte, a meno che non siano arrangiamenti di concerti in stile musica d'arte con accompagnamento di pianoforte scritto da uno specifico compositore.[8] Alcuni esempi di queste canzoni includono i due volumi di Old American Songs di Aaron Copland, gli arrangiamenti di Folksong di Benjamin Britten[9] e Siete canciones populares españolas (Sette canzoni popolari spagnole) di Manuel de Falla.
- Non vi è assolutamente accordo per quanto riguarda le canzoni sacre. Molti adattamenti di canzoni di testi biblici o sacri furono composti per la piattaforma concertistica e non per i servizi religiosi; queste sono largamente conosciute come canzoni d'arte (ad esempio, la Vier ernste Gesänge di Johannes Brahms). Altre canzoni sacre possono o meno essere considerate canzoni d'arte.[10]
- Un gruppo di canzoni d'arte composte per essere eseguite in un gruppo per formare un insieme narrativo o drammatico è chiamato un ciclo di canzoni.

## Lingue e nazionalità
Le canzoni d'arte sono state composte in molte lingue e sono conosciute con diversi nomi. La tradizione tedesca della composizione delle canzoni d'arte è forse la più importante; è nota come Lieder. In Francia, il termine mélodie distingue le canzoni d'arte da altri brani vocali francesi chiamati chansons. La spagnola canción e l'italiana canzone si riferiscono a canzoni in generale e non specificamente a canzoni d'arte.

## Forma
Il linguaggio musicale del compositore e l'interpretazione del testo spesso dettano il progetto formale di una canzone d'arte. Se tutti i versi della poesia sono cantati con la stessa musica, la canzone è strofica. Gli arrangiamenti di canzoni popolari sono spesso strofici e "ci sono casi eccezionali in cui la ripetizione musicale offre una drammatica ironia per il testo che cambia, o dove si desidera una monotonia quasi ipnotica". Molte delle canzoni di Die schöne Müllerin di Schubert ne sono un buon esempio. Se la melodia vocale rimane la stessa ma cambia l'accompagnamento che la sottende per ciascun verso, il brano viene chiamato brano "strofico modificato". Al contrario, le canzoni in cui "ogni sezione del testo ha una musica nuova" sono chiamate interamente composite. La maggior parte delle opere composite ha una certa ripetizione di materiale musicale. Molte canzoni d'arte usano una versione della forma tripartita ABA (nota anche come "forma della canzone" o "forma ternaria"), con una sezione musicale iniziale, una sezione centrale contrastante e un ritorno alla musica della prima sezione. In alcuni casi, nel ritorno alla musica della prima sezione, il compositore può apportare lievi modifiche.

## Spettacoli e interpreti
L'esecuzione delle canzoni d'arte nei recital richiede abilità speciali sia per il cantante che per il pianista. Il grado di intimità "raramente eguagliato in altri tipi di musica" richiede che i due artisti "comunichino al pubblico le emozioni più sottili ed evanescenti espresse nel testo e nella musica". I due interpreti devono concordare tutti gli aspetti della performance per creare una collaborazione unificata, rendendo l'esecuzione della canzone d'arte uno dei "modelli più sensibili di collaborazione". Inoltre il pianista deve essere in grado di abbinare strettamente lo stato d'animo e il carattere espresso dal cantante. Anche se i cantanti classici generalmente intraprendono carriere di successo come solisti alla ricerca di ingaggi nella lirica, alcuni dei cantanti più importanti di oggi hanno costruito le loro carriere principalmente cantando canzoni d'arte, tra questi Dietrich Fischer-Dieskau, Thomas Quasthoff, Ian Bostridge, Matthias Goerne, Wolfgang Holzmair, Susan Graham ed Elly Ameling. Anche i pianisti si sono specializzati nel suonare canzoni d'arte con grandi cantanti. Gerald Moore, Geoffrey Parsons, Graham Johnson, Dalton Baldwin, Hartmut Höll e Martin Katz sono sei pianisti del genere specializzati nell'accompagnamento dell'esecuzione di canzoni d'arte. Le parti per il pianoforte nelle canzoni d'arte possono essere così complesse che la parte del piano non è in realtà una parte di accompagnamento subordinata; il pianista di canzoni d'arte impegnative è più un partner paritario del cantante solista. In quanto tale, alcuni pianisti specializzati in recital di canzoni d'arte con cantanti si definiscono "pianisti collaborativi", piuttosto che accompagnatori.

## Compositori

### Britannici
- John Dowland
- Thomas Campion
- William Byrd
- Thomas Morley
- Henry Purcell
- Hubert Parry
- Frederick Delius
- Ralph Vaughan Williams
- Roger Quilter
- John Ireland
- Ivor Gurney
- Peter Warlock
- Michael Head
- Madeleine Dring
- Gerald Finzi
- Jonathan Dove
- Benjamin Britten
- Morfydd Llwyn Owen
- Michael Tippett
- Ian Venables
- Judith Weir
- George Butterworth
- Francis George Scott

### Americani
- Amy Beach
- Theodore Chanler
- Arthur Farwell
- Charles Ives
- Charles Griffes
- Ernst Bacon
- John Jacob Niles
- John Woods Duke
- Ned Rorem
- Richard Faith
- Samuel Barber
- Aaron Copland
- George Walker
- Lee Hoiby
- William Bolcom
- George Crumb
- Dominick Argento
- John Harbison
- Libby Larsen
- Juliana Hall
- Tom Cipullo
- Lori Laitman
- Daron Hagen
- Richard Hundley
- Emma Lou Diemer
- Ben Moore
- Ricky Ian Gordon
- Jake Heggie
- John Musto
- Sarah Hutchings

### Austriaci e tedeschi
- Joseph Haydn
- Wolfgang Amadeus Mozart
- Franz Schubert
- Hugo Wolf
- Gustav Mahler
- Alban Berg
- Arnold Schönberg
- Erich Wolfgang Korngold
- Viktor Ullmann
- Carl Philipp Emanuel Bach
- Ludwig van Beethoven
- Johann Carl Gottfried Loewe
- Fanny Mendelssohn
- Felix Mendelssohn
- Robert Schumann
- Clara Schumann
- Johannes Brahms
- Richard Strauss
- Hanns Eisler
- Kurt Weill

### Francesi
- Hector Berlioz
- Charles Gounod
- Pauline Viardot
- César Franck
- Camille Saint-Saëns
- Georges Bizet
- Emmanuel Chabrier
- Henri Duparc
- Jules Massenet
- Gabriel Fauré
- Claude Debussy
- Erik Satie
- Albert Roussel
- Maurice Ravel
- Jules Massenet
- Darius Milhaud
- Reynaldo Hahn
- Francis Poulenc
- Olivier Messiaen

### Rumeni
- Pascal Bentoiu
- George Enescu
- Irina Hasnaș
- Dinu Lipatti

### Spagnoli
XIX secolo:
- Francisco Asenjo Barbieri
- Ramón Carnicer y Batlle
- Ruperto Chapí
- Antonio de la Cruz
- Manuel Fernández Caballero
- Manuel García
- Sebastián de Iradier
- José León
- Cristóbal Oudrid
- Antonio Reparaz
- Emilio Serrano y Ruiz
- Fernando Sor
- Joaquín Valverde
- Amadeo Vives

XX secolo:
- Enrique Granados
- Manuel de Falla
- Joaquín Rodrigo
- Joaquín Turina
- David del Puerto

### Latino-americani
In spagnolo:
- Juan Guerra González – El Salvador
- Roberto Caamaño – Argentina
- Hector Campos-Parsi – Porto Rico
- Pompeyo Camps – Argentina
- Carlos Chávez – Messico (anche in tedesco e inglese)
- Alberto Ginastera – Argentina
- Carlos Guastavino – Argentina
- Mario Lavista – Messico
- Jaime León Ferro – Colombia
- Julián Orbón – Cuba
- Juan Orrego-Salas – Cile
- Carlos Pedrell – Uruguay
- Juan Bautista Plaza – Venezuela
- Manuel Ponce – Messico
- Silvestre Revueltas – Messico
- Miguel Sandoval – Guatemala
- Domingo Santa Cruz – Cile
- Andrés Sas – Perù
- Guillermo Uribe-Holguín – Colombia
- Aurelio de la Vega – Cuba

In portoghese (tutti brasiliani):
- Ernani Braga
- Camargo Guarnieri
- Osvaldo Lacerda
- Jaime Ovalle
- Heitor Villa-Lobos (anche canzoni in italiano, francese, inglese, spagnolo, nheengatu e latinoamericano)

### Italiani
- Claudio Monteverdi
- Gioachino Rossini
- Gaetano Donizetti
- Vincenzo Bellini
- Giuseppe Verdi
- Amilcare Ponchielli
- Paolo Tosti
- Ottorino Respighi
- Mario Castelnuovo-Tedesco
- Luciano Berio
- Lorenzo Ferrero

### Europei orientali
- Franz Liszt – Ungheria (quasi tutte le sue ambientazioni di canzoni d'arte sono di testi in lingue europee non ungheresi, come il francese e il tedesco)
- Antonín Dvořák – Boemia
- Leoš Janáček – Boemia (Cecoslovacchia)
- Béla Bartók – Ungheria
- Zoltán Kodály – Ungheria
- Frédéric Chopin – Polonia
- Stanisław Moniuszko – Polonia

### Nordici
- Edvard Grieg – Norvegia (musica poesie tedesche, norvegesi e danesi)
- Jean Sibelius – Finlandia (musica sia poesie finlandesi che svedesi)
- Yrjö Kilpinen – Finlandia
- Wilhelm Stenhammar – Svezia
- Hugo Alfvén – Svezia
- Carl Nielsen – Danimarca

### Russi
- Michail Ivanovič Glinka
- Aleksandr Porfir'evič Borodin
- Cezar' Antonovič Kjui
- Nikolaj Karlovič Medtner
- Modest Petrovič Musorgskij
- Pëtr Il'ič Čajkovskij
- Nikolaj Andreevič Rimskij-Korsakov
- Aleksandr Konstantinovič Glazunov
- Sergej Vasil'evič Rachmaninov
- Sergej Sergeevič Prokof'ev
- Igor' Fëdorovič Stravinskij
- Dmitrij Dmítrievič Šostakovič

### Ucraini
- Vasyl' Oleksandrovyč  Barvins'kyj[11]
- Stanyslav Pylypovič Ljudkevyč[11]
- Mykola Vіtalіjovyč Lysenko
- Nestor Ostapovyč Nyžankivs'kyj
- Ostap Josypovyč Nyžankivs'kyj
- Denys Volodymyrovyč Sičyns'kyj[11]
- Myroslav Mychajlovyč Skoryk
- Ihor Mychajlovyč Sonevyc'kyj
- Jakiv Stepanovyč Stepovyj
- Kyrylo Hryhorovyč Stecenko

### Asiatici
- Nicanor Abelardo – Filippine
- Ananda Sukarlan – Indonesia

### Afrikaans
- Jellmar Ponticha
- Stephanus Le Roux Marais

### Arabi
- Iyad Kanaan – Libano

### Approfondimenti
- Shirlee, and Stanley Sonntag Emmons, The Art of the Song Recital, paperback, New York, Schirmer Books, 1979, ISBN 0-02-870530-0.
- James Husst Hall, The Art Song, Norman, Oklahoma, University of Oklahoma Press, 1953.
- Donald Ivey, Song: Anatomy, Imagery, and Styles, New York, The Free Press, 1970, ISBN 0-8108-5217-9.
- Soumagnac, Myriam (1997). "La Mélodie italienne au début du XXe siècle", in Festschrift volume, Échoes de France et d'Ialie: liber amicorum Yves Gérard (jointly ed. by Marie-Claire Mussat, Jean Mongrédien & Jean-Michel Nectoux). Buchet-Chastel. p. 381–386.
- Wolfgang Walter, Lied-Bibliographie (Song Bibliography): Reference to Literature on the Art Song, Frankfurt am Main, Peter Lang, 2005, ISBN 0-8204-7319-7.
- Kenneth Whitton, Lieder: An Introduction to German Song, London, Julia MacRae, 1984, ISBN 0-531-09759-5.